# Ralf Edström
Ralf Edström (7 de outubro de 1952) é um ex-futebolista sueco que atuava como atacante.

## Carreira
Edström competiu na Copa do Mundo FIFA de 1974, sediada na Alemanha, na qual a seleção de seu país terminou na quinta colocação dentre os 16 participantes.